# Medythia nimbanus
Medythia nimbanus là một loài bọ cánh cứng trong họ Chrysomelidae. Loài này được Selman miêu tả khoa học năm 1963.